# Путятинский сельсовет (Амурская область)
Путя́тинский сельсове́т — сельское поселение в Мазановском районе Амурской области.
Административный центр — село Путятино.

## История
3 декабря 2004 года в соответствии с Законом Амурской области № 384-ОЗмуниципальное образование наделено статусом сельского поселения.

## Население
| 2002 | 2010 | 2011 | 2012 | 2013 | 2014 | 2015 |
| ---- | ---- | ---- | ---- | ---- | ---- | ---- |
| 662  | ↘619 | ↘615 | ↗622 | ↘606 | ↘598 | ↘594 |
| 2016 | 2017 | 2018 | 2021 |      |      |      |
| ↗596 | ↘565 | ↘555 | ↘298 |      |      |      |

## Состав сельского поселения
| № | Населённый пункт | Тип населённого пункта       | Население |
| - | ---------------- | ---------------------------- | --------- |
| 1 | Путятино         | село, административный центр | ↘265      |
| 2 | Таскино          | село                         | ↘290      |